# Lomatocarpa
Lomatocarpa é um género de plantas com flores pertencentes à família Apiaceae.
A sua área de distribuição nativa é no Afeganistão, Ásia Central e Paquistão.
Espécies:
- Lomatocarpa albomarginata (Schrenk) Pimenov & Lavrova
- Lomatocarpa multivittata Pimenov & Kljuykov
- Lomatocarpa steineri (Podlech) Pimenov